# 星状龙胆
星状龙胆（学名：Gentiana stellulata）为龙胆科龙胆属的植物，是中国的特有植物。分布于中国大陆的云南等地，生长于海拔3,300米至3,950米的地区，见于高山草甸以及山坡草地，目前尚未由人工引种栽培。

## 异名
- Gentiana stellulata H. Smith var. dichotoma H. Smith